# Edmondo Mortimer, III conte di March
Edmondo Mortimer (Galles, 1º febbraio 1352 – Cork, 27 dicembre 1381) fu il quinto barone di Wigmore, dal 1360, il 3º Conte di March dal 1360 e conte dell'Ulster, assieme alla moglie Filippa Plantageneta, dal 1368 fino alla sua morte.

## Origine
Era il figlio del secondo conte di March Ruggero Mortimer (1328-1360) e della moglie, Filippa Montacute, figlia di William Montacute, 1º conte di Salisbury.

## Biografia
Alla morte del padre Edmondo gli subentrò nei titoli, ma non avendo ancora dieci anni d'età il re d'Inghilterra Edoardo III lo affido alla tutela di William di Wykeham (un prelato intendente alle costruzioni del re, futuro vescovo di Winchester e futuro cancelliere) e Richard Fitzalan, 10º conte di Arundel.
Edmondo entrò nel pieno possesso delle sue proprietà all'età di diciassette anni, nel 1368, lo stesso anno in cui sposò la tredicenne Filippa Plantageneta, unica figlia di Lionello Plantageneto, I duca di Clarence, terzogenito di Edoardo III, e di Elisabetta de Burgh (circa 1332 – circa 1363), divenuta contessa dell'Ulster, assieme al marito Lionello, alla morte del padre, William Donn de Burgh (1312-1333).
Filippa Plantageneta, alla morte del padre Lionello, oltre a ereditare, unitamente a Edmondo, il titolo di contessa dell'Ulster, si trovò a essere la terza nella scala ereditaria del regno, dopo il principe di Galles Edoardo, primogenito di Edoardo III, e dopo suo figlio, Riccardo; e, nel 1377, dopo la morte del principe di Galles, Edoardo e del re Edoardo III, si trovò a essere la prima erede al trono di Riccardo II.
Nel 1369 Edmondo Mortimer fu nominato Conte Maresciallo d'Inghilterra ed ebbe diversi incarichi diplomatici. Nello stesso periodo cominciò ad avversare il governo laico che aveva l'appoggio del quartogenito di re Edoardo III, Giovanni Plantageneto, I duca di Lancaster; e in intesa con il principe di Galles, Edoardo, riuscì a estromettere dal governo i ministri più incapaci e corrotti e il vescovo di Winchester, William di Wykeham ritornò al governo.
Dopo la morte del principe di Galles Edoardo, nel 1376, Giovanni riprese il sopravvento e, con l'appoggio del teologo John Wyclif, ebbe in mano tutto il potere, perché il padre Edoardo III, per l'età aveva perso la capacità di governare. Edmondo venne allontanato da corte, con il pretesto di visitare le fortificazioni di Calais e di altri remoti luoghi, per il suo incarico di maresciallo, per cui venne trovarsi dalla parte dei baroni che protestarono per l'allontanamento dalla corte di Wykeham, nonché della confisca dei beni in base ad accuse inerenti a fatti antecedenti al 1371; inoltre i baroni non tolleravano che l'amante del re, Alice Perrers, damigella della defunta regina, Filippa di Hainaut, che aveva un grande potere su Edoardo III, tale da permetterle di interferire nell'amministrazione della giustizia e del governo, fosse stata riammessa dopo che il principe Nero, prima di morire, era riuscito a farla allontanare dalla corte.
Tuttavia nel 1377, alla morte di Edoardo III, salì al trono il figlio di dieci anni di Edoardo il Principe Nero, Riccardo II, che sotto l'influenza della madre Giovanna di Kent revocò alcuni privilegi a Giovanni e, cercando di allontanarlo dalla vita politica, fu inviato in Francia per lo sfortunato attacco a Saint-Malo (1378). Ma nel 1379 Giovanni era diventato il più ascoltato consigliere del re, e di conseguenza Edmondo fu nuovamente allontanato da corte, inviato in Irlanda come luogotenente dell'Irlanda, dove cercò di tenere sotto controllo le turbolenze di quel popolo. Quando nel 1381 procedette nel Munster, per debellare la ribellione nel sud dell'Irlanda trovò la morte a Cork, il 27 dicembre di quello stesso anno.
Edmondo fu tumulato nell'abbazia di Wigmore, dove fu raggiunto dalla moglie pochi anni dopo.

## Matrimonio e figli
Edmondo Mortimer sposò Filippa Plantageneta, unica figlia di Lionello, primo duca di Clarence (terzogenito di Edoardo III) e di Elisabetta de Burgh (circa 1332 – circa 1363), divenuta contessa dell'Ulster, assieme al marito Lionello, alla morte del padre, William Donn de Burgh (1312-1333). Da Filippa ebbe quattro figli:
- Elisabetta (1371-1417), sposò Henry Percy "Hotspur", figlio di Henry Percy, I conte di Northumberland. In seconde nozze poi sposò Thomas di Camoys, 1º Barone Camoys
- Ruggero (1374-1398), quarto conte di March e conte dell'Ulster
- Filippa (1375-1401), sposò Giovanni Hastings conte di Pembroke, poi fu la seconda moglie di Richard FitzAlan, XI conte di Arundel, infine sposò Tommaso, signore di St. John
- Edmondo (1376-1409) che sposò Caterina la figlia di Owain Glyndŵr e poi con il cognato Henry Percy "Hotspur" si oppose a Enrico IV.

Edmondo ebbe un figlio illegittimo di cui non si conosce il nome della madre:
- Giovanni (circa 1378-1424)